# Batoh
Batoh (ukr. Батіг, trb. Batih, dawniej także Batóg lub Batów) – uroczysko w pobliżu wsi Czetwertyniwka oraz dzisiejszego miasta Ładyżyn w obwodzie winnickim na Ukrainie, na wschodnim Podolu.
W dniach 1–2 czerwca 1652 doszło do bitwy pod Batohem, w której oddziały kozacko-tatarskie pobiły armię polską.
Klęska ta była wstrząsem dla armii koronnej, gdyż po bitwie doszło z rozkazu hetmana kozackiego Bohdana Chmielnickiego do wymordowania przez Kozaków i Tatarów wziętych do niewoli polskich jeńców. Podczas tego masowego mordu zginęli głównie starzy, zaprawieni w bojach żołnierze. Wśród ofiar znaleźli się m.in.: oboźny koronny Samuel Jerzy Kalinowski, generał artylerii koronnej i pisarz polny koronny Zygmunt Przyjemski, kasztelan czernihowski Jan Odrzywolski i starosta krasnostawski Marek Sobieski, brat Jana przyszłego króla.
W czasach I Rzeczypospolitej Batóg leżał w województwie bracławskim w prowincji małopolskiej Korony Królestwa Polskiego. W 1789 Batóg był prywatną wsią należącą do Potockich. Odpadł od Polski w wyniku II rozbioru.